# Boeing Commercial Airplanes
Boeing Commercial Airplanes — американська (США) приватна авіакомпанія, займається авіаперевезеннями та комерційним виробництвом літаків.
Засновники компанії — брати Джордж та Майкл Боїнги (Boeing).

## Історія
- компанія була заснована 23 грудня 1846 року, як компанія, що виробляє велосипеди.
- У 1934 році була перекваліфікована у компанію, що займається авіаперевезеннями.
- 14 листопада 1939 року було офіційно представлено перший пасажирський двохмістний літак. У 1942 на його базі було випущено легкий розвідувальний літак B17, що увійшов до складу авіафлоту США та значно посилив позиції альянсу у другій світовій війні.
- 26 лютого 1967 року компанія відмовляється від усіх своїх напрямів у виробництві та сфері послуг, та залишає за собою лише виробництво літаків та здійснення авіаперевезень.